# Двойные ноты
Двойные ноты (итал. doppia corda, нем. Doppelgriff, англ. double stop) — приём игры на струнных смычковых инструментах, суть которого сводится к одновременному взятию двух, трёх или четырёх звуков на разных струнах в одновременности. Двойные ноты наиболее интенсивно применялись в эпоху барокко (Б. Марини, Г. И. Ф. фон Бибер, А. Корелли, И. С. Бах и многие др. композиторы), их применение нередко было связано с использованием скордатуры. Начиная со второй половины XIX века применение двойных нот является стандартным требованием техники игры на скрипке, виолончели и других академических смычковых инструментах.

## Краткая характеристика

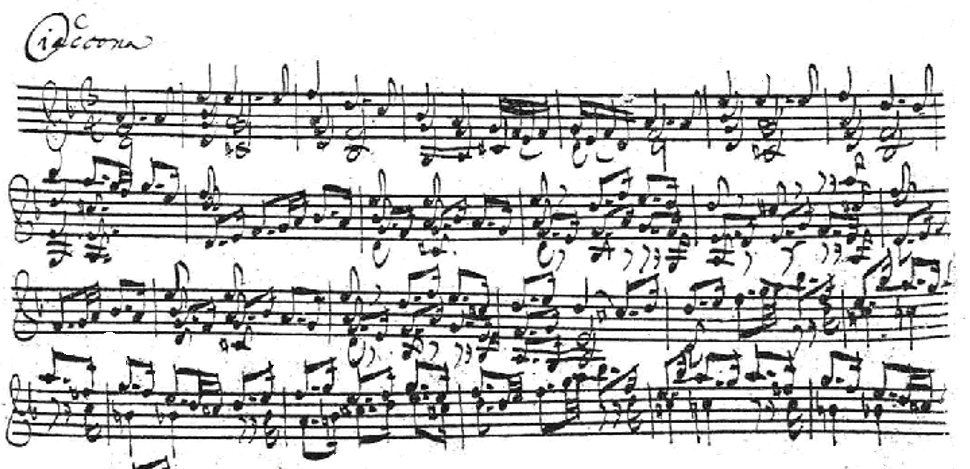
Чакона из Второй партиты Баха — широко известное скрипичное сочинение с использованием техники двойных нот (факсимиле рукописи, фрагмент). Несмотря на отсутствие прямых авторских указаний, трёх- и четырёхзвучные аккорды Партиты всегда исполняются арпеджированно

Используемые на современных инструментах материалы для смычка и струн и сама конструкция инструментов практически не позволяют исполнителю брать одновременно более двух звуков одновременно, то есть, без какого-либо арпеджирования созвучия. На некоторых ренессансных и раннебарочных струнных смычковых (например, на лире да браччо) инструментах благодаря пологой подставке неарпеджированное взятие трёхзвучных аккордов реализуется с большей лёгкостью и свободой. 
Первые известные образцы нотированных двойных и тройных нот относятся к первой половине XVII века — это «Причудливое каприччио» (Capriccio stravagante) Карло Фарины (в сборнике 1627) и целый ряд пьес из сборника скрипичной музыки op. 8 (публикация 1629, окончание сочинения 1626) Бьяджо Марини  — Соната № 4 per sonar con due cordi,  Соната № 2 d'inventione, «Каприччио на манер лиры» (Capriccio a modo di lira) и др. Самый известный у исполнителей пример двойных (и более) нот — Чакона из Второй партиты для скрипки соло И. С. Баха, BWV 1004 (1717—1720; см. иллюстрацию). Примеров двойных нот много и в музыке эпохи романтизма, особенно в репертуаре скрипачей-виртуозов (например, см. Каприсы Н. Паганини). Двойные и тройные ноты встречаются в музыке XX века, например, в части Petite concert из «Истории солдата» И. Ф. Стравинского, в виолончельной сонате (op. 8) З. Кодая, в виолончельном концерте Э. Элгара и др.